# Rebecka Blomqvist
Rebecka Maria Blomqvist, född den 24 juli 1997 i Uddevalla, är en svensk fotbollsspelare (anfallare) som spelar för VfL Wolfsburg. Hon har tidigare spelat för Kopparbergs/Göteborg.

## Klubbkarriär
Blomqvists moderklubb är IK Rössö.
Den 1 augusti 2014 värvades Blomqvist av Kopparbergs/Göteborg FC. I september 2018 förlängde hon sitt kontrakt med två år. I november 2020 meddelade VfL Wolfsburg att de rekryterat Blomqvist som skrev på ett 2,5-årskontrakt.

## Landslagskarriär
Blomqvist var uttagen till den trupp som representerade Sveriges landslag vid U19-EM i Israel i juli år 2015. Blomqvist blev också uttagen till den trupp som representerade Sveriges landslag vid i EM i England 2022, och var inhoppare i gruppspelsmatchen mot Schweiz.
13 juni 2023 togs hon ut i truppen till fotbolls-VM 2023.